# Kathleen Behnke
Kathleen Behnke (* 22. Februar 1965 in Magdeburg) ist eine deutsche Politikerin (Bündnis 90/Die Grünen). Von 1996 bis 1998 war sie Mitglied des Landtags von Sachsen-Anhalt.

## Leben
Sie besuchte von 1975 bis 1979 die Polytechnische Oberschule „Tamara Bunke“ in Magdeburg und von 1979 bis zum Erwerb des Abiturs 1983 die Erweiterte Oberschule „Geschwister-Scholl“ in Magdeburg. Von 1984 bis 1989 absolvierte sie ein Studium an der Technischen Universität Magdeburg, das sie als Diplom-Ingenieurin für Arbeitsgestaltung abschloss. Im Anschluss ging sie bis 1990 einem Forschungsstudium nach.
Ab 1991 war Behnke wissenschaftliche Mitarbeiterin der Fraktion Bündnis 90/Die Grünen im Landtag von Sachsen-Anhalt. Von 1992 bis 1995 war sie Bundessprecherin des Unabhängigen Frauenverbandes.
Bei der Landtagswahl in Sachsen-Anhalt 1994 war sie die Direktkandidatin von Bündnis 90/Die Grünen im Landtagswahlkreis Magdeburg IV. Sie erreichte 8,3 % der Personenstimmen. Behnke rückte am 1. August 1996 für Martina Bendler in den Landtag von Sachsen-Anhalt nach. Diesem gehörte sie noch bis zum Ende der Legislaturperiode 1998 an. Sie beschäftigte sich als Bildungspolitikerin ihrer Partei mit Hochschulpolitik und war tätig im Ausschuss für Arbeit, Gesundheit und Soziales, im Ausschuss für Bildung und Wissenschaft, im Ausschuss für Gleichstellung und im Ausschuss für Jugend und Sport bzw. für Kinder, Jugend und Sport.